# Arroyuelosi sziklatemplom
Az arroyuelosi sziklatemplom az észak-spanyolországi Kantábria egyik különleges építménye.

## Története
Építési ideje nem ismert, de a 8. és a 10. század közé tehető. A templomot Szent Acisclus és Szent Viktória tiszteletére szentelték fel.

## Leírás
Az építmnéy Kantábria déli részén, a Valderredible községhez tartozó Arroyuelos településtől 250–300 méterre északra található.
A homokkősziklába vájt templom egyetlen hajójának alaprajza szabálytalan, de közel téglalap formájú. A déli oldalon nyíló bejárati kapu után egy alagútszerű folyosón át lehet megközelíteni a földszinti helyiséget, ahol egy négyszögű oszlopból négy ív indul ki, amelyek a tetőt tartják. A központi helyiség keleti oldalához csatlakozó apszis félkupolás boltozattal rendelkezik, alaprajza patkó alakú, csakúgy, mint az apszis bejárata fölötti ív. A szentéllyel szembeni rész déli oldalán indul felfelé egy lépcső, amely az emeletre vezet. Az emeleti helyiség egyetlen ablaka dél felé néz, de ez egy modern kori falazással szinte teljesen el van zárva. Ennek a szintnek korábban fából készült padlója volt, de ebből mára semmi sem maradt, csak azok a lyukak láthatók, amikbe a gerendákat lehetett beilleszteni. Szintén láthatók egy valahai faszerkezet nyomai a templom külsején is: talán valamiféle tornác lehetett itt egykor. Kívül néhány kőbe vájt sír helye is látszik, ezeket később állatok itatójává alakították át.

## Képek

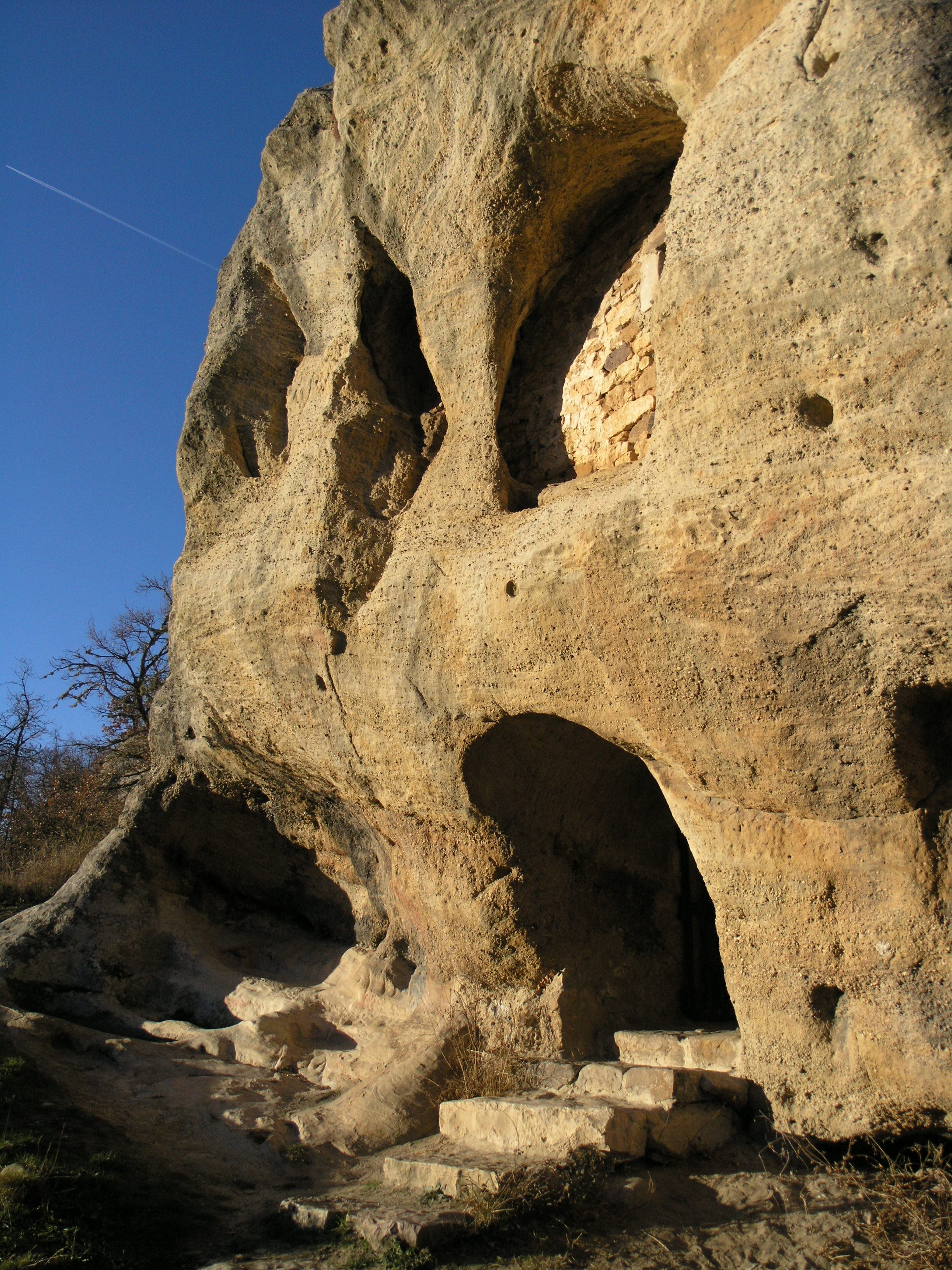
Közelről
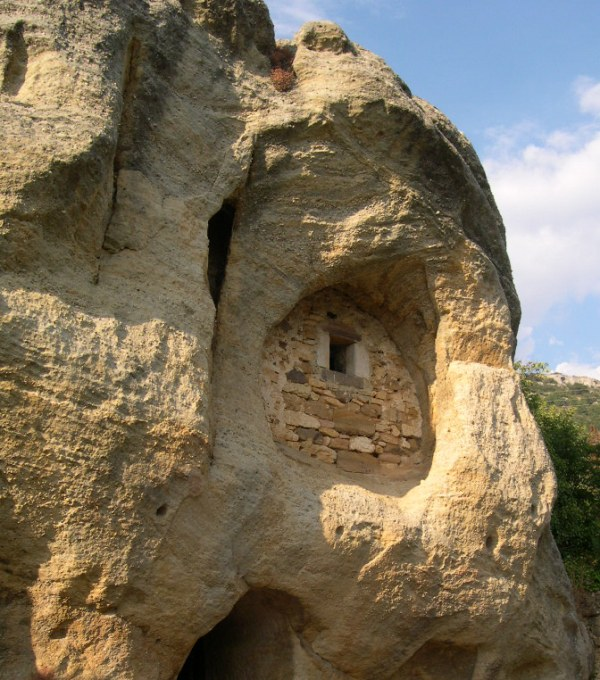
Részlet
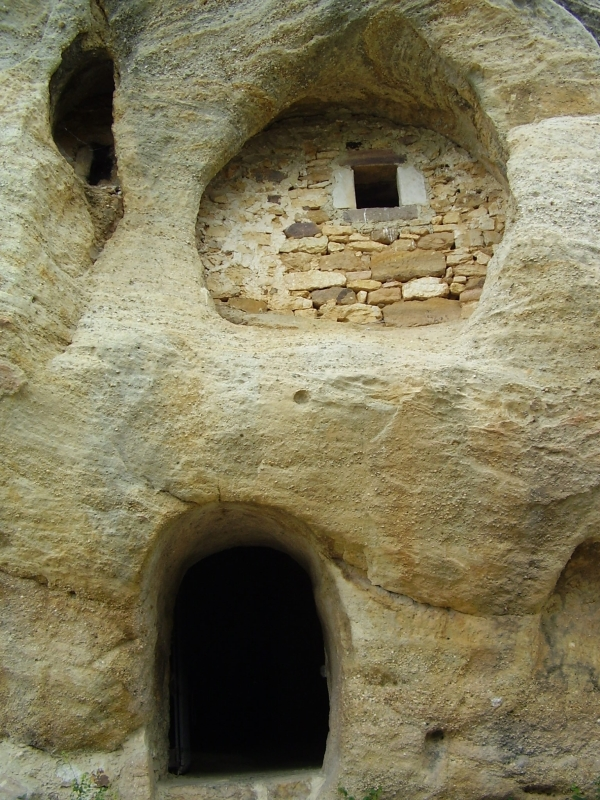
Részlet
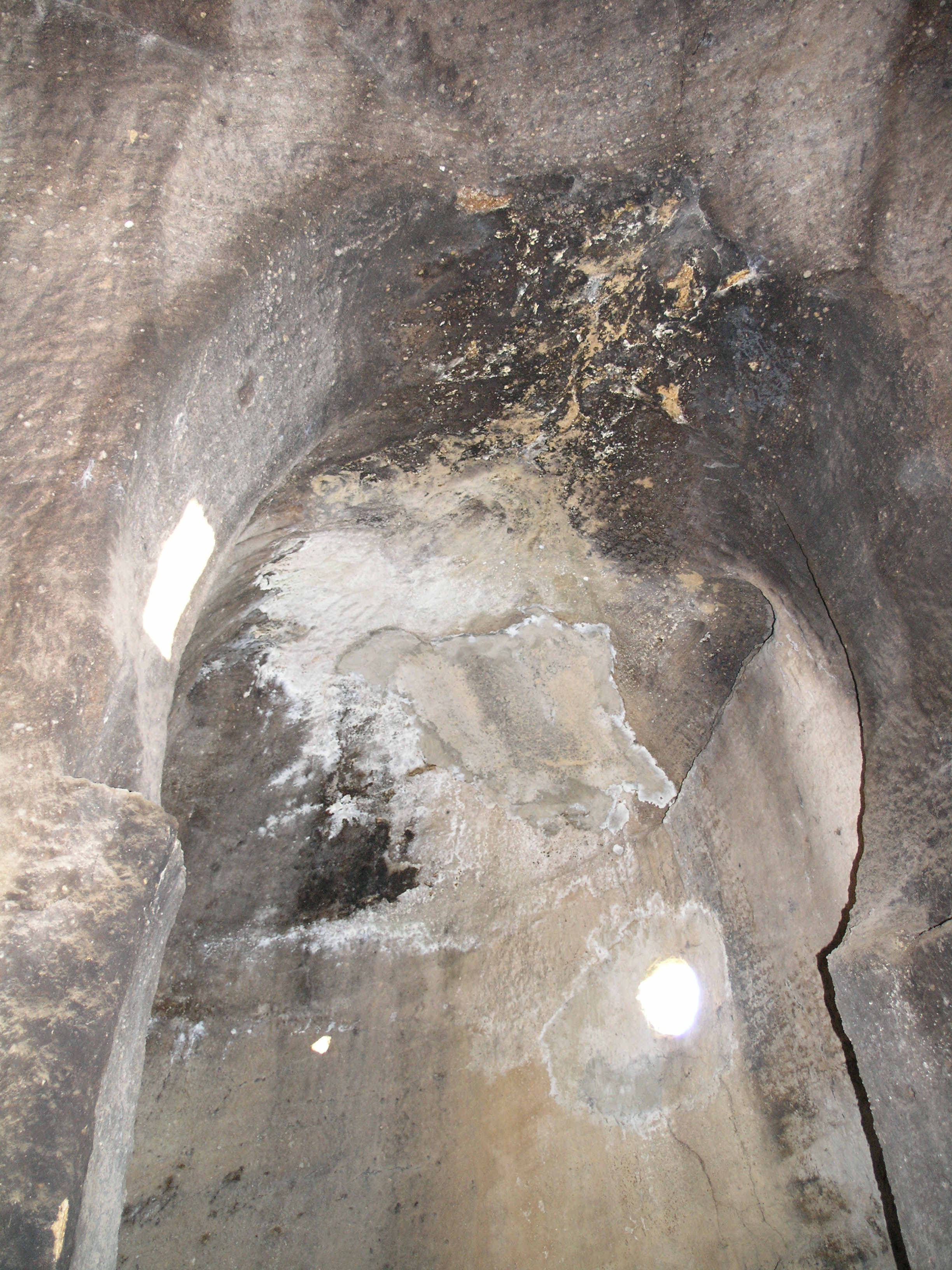
A mozarab stílusra jellemző patkó alakú ív az épület belsejében